# Маріїнсько-Посадське міське поселення
Марії́нсько-Поса́дське міське поселення (рос. Мариинско-Посадское городское поселение) — муніципальне утворення у складі Маріїнсько-Посадського району Чувашії, Росія. Адміністративний центр та єдиний населений пункт — місто Маріїнський Посад.

## Населення
Населення — 8550 осіб (2019, 9088 у 2010, 10273 у 2002).